# Lutz Franke (Leichtathlet)
Lutz Franke (* 3. Juli 1957) ist ein ehemaliger deutscher Weitspringer, der für die DDR startete.
Bei den Leichtathletik-Halleneuropameisterschaften gewann er 1977 in San Sebastián Silber und 1979 in Wien Bronze.
Je zweimal wurde er in der Halle DDR-Meister (1977, 1979) und DDR-Vizemeister (1978, 1980). Im Freien wurde er bei den DDR-Meisterschaften 1979 Dritter.
Lutz Franke startete für den SC DHfK Leipzig. In den nach der Wende öffentlich gewordenen Unterlagen zum Staatsdoping in der DDR fand sich bei den gedopten Sportlern auch der Name von Franke.

## Persönliche Bestleistungen
- Weitsprung: 8,13 m, 19. Juli 1979, Dresden
  - Halle: 8,09 m, 20. Januar 1980, Ost-Berlin